# 루쑹구

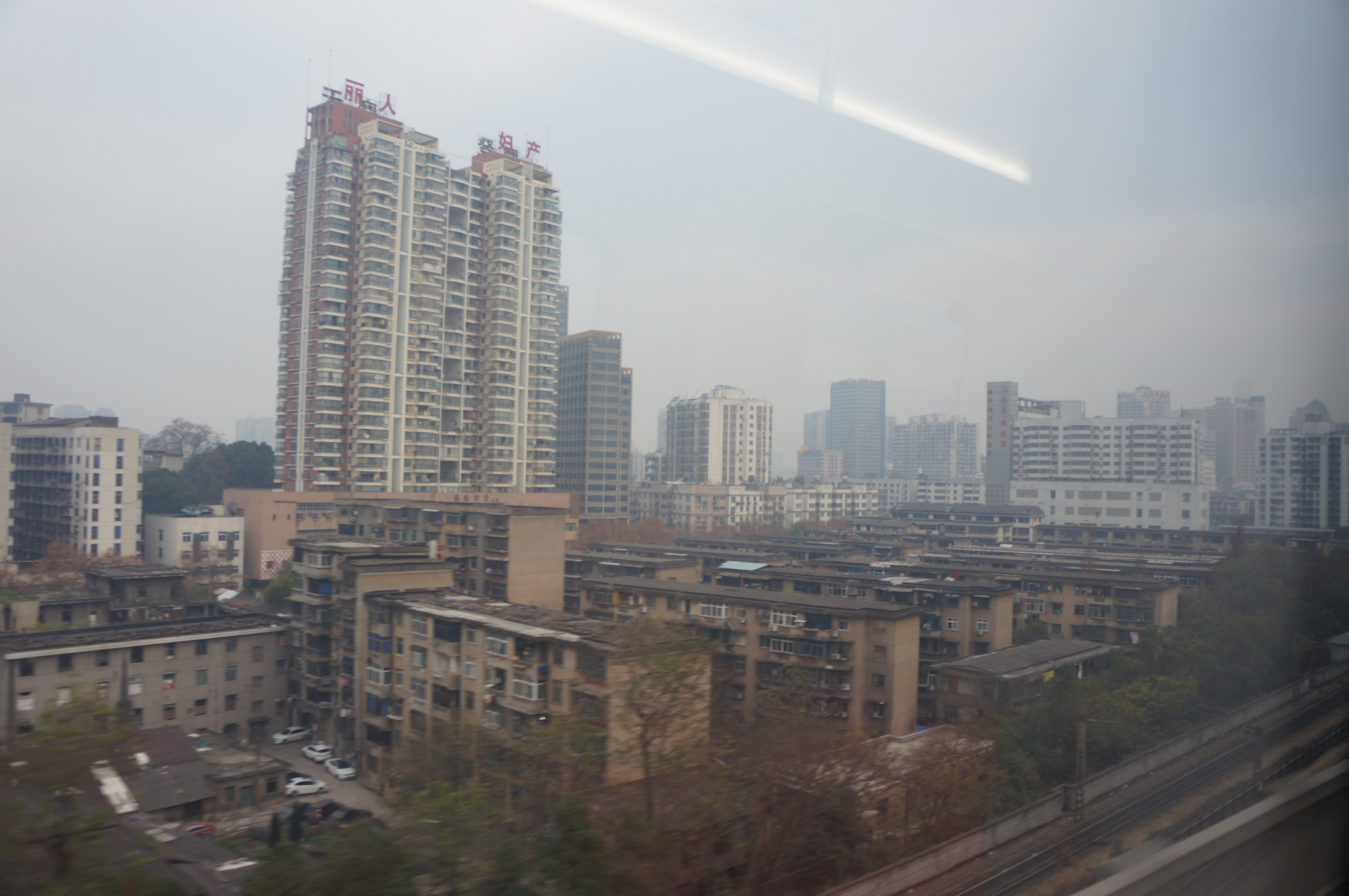

루쑹구(한국어: 노송구, 중국어: 芦淞区, 병음: Lúsōng Qū)는 중화인민공화국 후난성 주저우 시의 현급 행정구역이다. 넓이는 67km2이고, 인구는 2007년 기준으로 190,000명이다.

## 행정 구역
7개 가도, 1개 향을 관할한다.
- 가도: 贺家土街道, 建设街道, 建宁街道, 董家段街道, 庆云街道, 枫溪街道, 龙泉街道.
- 향: 五里墩乡.